# Exephanes venustus
Exephanes venustus är en stekelart som först beskrevs av Peter Friedrich Ludwig Tischbein 1876.  Exephanes venustus ingår i släktet Exephanes och familjen brokparasitsteklar. Inga underarter finns listade i Catalogue of Life.